# Бейлербеї (палац)
Палац Бейлербеї (тур. Beylerbeyi Sarayı) — літня резиденція султанів, розташована в Стамбулі на азійському березі Босфору.

## Історія
Замовлений султаном Абдул-Азізом і побудований в 1861—1865 в необароковому стилі, в основі — традиційний план будинку, характерний для Османської імперії. Важливі іноземні гості, які відвідували Османську імперію, зупинялися в цьому палаці протягом літніх місяців. Султани любили перебувати в палаці Долмабахче протягом зимових місяців і приїжджали сюди тільки на літо через помірний клімат.
Підлоги були покриті плетеними циновками з Єгипту — від вологості взимку та спеки влітку. Є також великі килими (типу Хереке), які прикрашали підлогу. Богемські кришталеві люстри, французький годинник, а також китайські, японські, французькі та турецькі порцелянові вази прикрашають палац. Сади повні різних видів дерев, з прекрасним видом на протоку Босфор.